# Skrapar
Skrapar is een stad (bashki) in de Albanese prefectuur Berat. De stad telt 12.500 inwoners (2011).

## Bestuurlijke indeling
Administratieve componenten (njësitë administrative përbërëse) na de gemeentelijke herinrichting van 2015 (inwoners tijdens de census 2011 tussen haakjes):
Bogovë (1098) • Çepan (740) • Çorovodë (4051) • Gjerbës (813) • Leshnje (496) • Potom (897) • Qendër Skrapar (2545) • Vëndreshë (984) • Zhepë (779).
De stad wordt verder ingedeeld in 107 plaatsen: Backë, Barçi 1, Barçi 2, Bargullas, Bërsakë, Blezënckë, Bogovë, Buranj, Buzuq, Çepan, Çerenisht, Cericë, Cerovë, Çorovodë, Çorrotat, Dhores, Dobrenj, Dobrushë, Dunckë, Dyrmish, Faqekuq, Floq, Gërmenj, Gjerbës, Gjergjovë, Gjogovicë, Gostënckë, Gradec (Qendër Skrapar), Gradec (Gjerbës), Grëmsh, Grepckë, Grevë, Gurazez, Helmës, Ibro, Jaupas, Kakos, Kakrukë, Kalanjas, Kapinovë, Koprënckë, Koritë, Kovaçanj, Krastë, Krushovë, Kuç, Lavdar, Leshnje, Leskovë, Liqeth, Luadh, Malind, Mëlovë, Melskë, Mollas, Munushtir, Muzhakë, Muzhënckë, Nikollarë, Nishicë, Nishovë, Novaj, Orizaj, Osojë, Përparim, Polenë, Posten, Potom, Prishtë, Qafë, Qeshibes, Radësh, Rehovë, Rehovicë, Rog, Rromas, Selan, Sevran i madh, Sevran i Vogël, Sharovë, Shpatanj, Slatinjë, Spatharë, Staraveckë, Strafickë, Strënec, Strorë, Tërrovë, Therepel, Trebël, Turbohovë, Ujanik, Valë, Veleshnjë, Vëndreshë e Madhe 1, Vëndreshë e Malit 3, Vëndreshë e Vogël 2, Vërzhezhë, Veseshtë, Vishanj, Visockë, Vlushë, Zabërzan, Zabërzan i Ri, Zaloshnjë, Zhepë, Zogas.

## Bevolking
In de periode 1995-2001 had het district een vruchtbaarheidscijfer van 2,08 kinderen per vrouw, hetgeen lager was dan het nationale gemiddelde van 2,47 kinderen per vrouw.
Belsh · Berat · Bulqizë · Cërrik · Delvinë · Devoll · Dibër · Dimal · Divjakë · Dropull · Durrës · Elbasan · Fier · Finiq · Fushë-Arrëz · Gjirokastër · Gramsh · Has · Himarë · Kamëz · Kavajë · Këlcyrë · Klos · Kolonjë · Konispol · Korçë · Krujë · Kuçovë  · Kukës · Kurbin · Lezhë · Libohovë · Librazhd · Lushnjë · Malësi e Madhe · Maliq · Mallakastër · Mat · Memaliaj · Mirditë · Patos · Peqin  · Përmet · Pogradec · Poliçan · Prrenjas · Pukë · Pustec · Roskovec · Rrogozhinë · Sarandë · Selenicë · Shijak · Shkodër · Skrapar · Tepelenë · Tirana · Tropojë · Vau i Dejës · Vlorë · Vorë

Deelgemeenten · Gemeenten · Prefecturen